# Fernando Valverde (portero)
Fernando José Valverde Lara (Escazú, 6 de agosto de 1987) es un jugador profesional que juega como portero costarricense para el Municipal Perez Zeledón de la Primera División de Costa Rica.

## Trayectoria
Inició su carrera deportiva en las ligas menores del Brujas FC. Posteriormente tuvo un paso por la Segunda División militando con equipos como el Barrio México en el 2008, el Municipal Grecia en el 2009 y nuevamente con el Barrio México en el 2009 en donde incluso fue nombrado como mejor portero de la segunda división. Se incorpora al conjunto del Club Sport Herediano en el 2011, club con el que debutaría en la Primera División el 4 de agosto de 2012 en un encuentro ante el Municipal Pérez Zeledón. Con los rojiamarillos se proclamaría campeón en los torneos de Verano 2012 y Verano 2013, así como subcampeón de las temporadas Invierno 2012 e Invierno 2013. En el 2013 sería cedido a préstamo a la Asociación Deportiva Juventud Escazuceña por un periodo muy corto, ya que por disposición del cuerpo técnico regresaría al Club Sport Herediano ese mismo año. En el 2014 es cedido a préstamo al Municipal Pérez Zeledón, equipo con el que milita hasta la actualidad.

## Clubes
| Club                                     | País       | Año              |
| ---------------------------------------- | ---------- | ---------------- |
| Barrio México                            | Costa Rica | 2008             |
| Municipal Grecia                         | Costa Rica | 2009             |
| Barrio México                            | Costa Rica | 2009 - 2011      |
| Club Sport Herediano                     | Costa Rica | 2011 - 2013      |
| Juventud Escazuceña                      | Costa Rica | 2013             |
| Club Sport Herediano                     | Costa Rica | 2013             |
| Municipal Pérez Zeledón                  | Costa Rica | 2014             |
| Club Deportivo Belén Siglo XXI           | Costa Rica | 2014             |
| Asociación Deportiva Juventud Escazuceña | Costa Rica | 2015- Actualidad |

## Palmarés

#### Títulos nacionales
| Título                         | Club          | País       | Año  |
| ------------------------------ | ------------- | ---------- | ---- |
| Primera División de Costa Rica | C.S Herediano | Costa Rica | 2012 |
| Primera División de Costa Rica | C.S Herediano | Costa Rica | 2013 |